# アスパラギナーゼ
アスパラギナーゼ（英: asparaginase、正確にはL-アスパラギナーゼ）とはアスパラギンのアスパラギン酸への加水分解を触媒する酵素の一つ。アスパラギナーゼは急性リンパ性白血病の治療用に協和発酵キリンからロイナーゼ（Leunase）の商品名で市販されており、肥満細胞腫のプロトコールにも使用される。他の化学療法剤と異なり、組織障害の危険性がなく、筋肉内、皮下、静脈内投与が可能である。

## 概要
アスパラギナーゼは血中のL-アスパラギンを分解し、アスパラギン要求性の腫瘍細胞を栄養欠乏にすることにより抗腫瘍効果を発揮するとされる。現在日本で承認されている唯一のアスパラギナーゼである「ロイナーゼ」は大腸菌（Escherichia coli）由来のものである。米国などの海外ではErwinia chrysanthemi由来のアスパラギナーゼが使用できる。大腸菌由来とErwinia chrysanthemi由来の治療成績を比較すると、大腸菌由来の方が治療成績が良いがアレルギーを示す患者もあり、これに対してはErwinia chrysanthemi由来のアスパラギナーゼが代替薬となりえる。Erwinia chrysanthemi由来のアスパラギナーゼである「エルウィニア」は学会からの要望もあり、2010年に大原薬品工業が開発要請を受けて、現在治験が進行中である。